# Фреди Мартенс
Фреди Мартенс (хол. Freddy Maertens; 13. фебруар 1952) бивши је Белгијски професионални бициклиста у периоду од 1973. до 1987. године. Мартенс је три пута освајао класификацију по поенима на Тур де Франсу, два пута је био светски шампион, а највећи успех је остварио 1977. освајањем Вуелта а Еспање, где је потпуно доминирао, победивши на 13 од 19 етапа. Док на Тур де Франсу дели рекорд са Шарлом Пелисјеом и Едијем Мерксом са 8 етапних победа на једном Туру. Укупно је освојио 16 етапа на Туру. Једини је возач који је остварио по двије етапне побједе у једном дану на свакој гранд тур трци, урадивши то на три гранд тура заредом.

## Приватни живот
Мартенс је био син, како је то његова жена Карин описала, вредног средњовеног пара, Жилбера Мартенса и Силон Верхаг. Његова мајка је имала радњу за доставу новина. Фреди Мартенс је био један од четворице браће, Марио, Лук и Марк. Марк је такође био професионалац. Био је талентован за језике и када је постао професионалац, разумио је енглески, Француски и италијански.
Фреди и његова жена Карин срели су се први пут у бициклистичком клубу, када је имала 15 година, бирала је патике за свог оца. Венчали су се у новембру 1973. Његова жена је рекла: „Упознала сам младића који је био доста зрелији у односу на своје године и који је знао шта хоће, да постане професионални бициклиста. Било ми га је жао. Не зато што сам мислила да не може постати добар возач, већ зато што сам осетила да могу да играм улогу у његовом животу, тада сам му била потребна. Три године касније, венчали смо се и наш сан је почео, нисмо знали да ће да се претвори у ноћну мору“.

### Однос са оцем
Жилбер Мартенс је дао свом сину први бицикл, што је Фреди описао као другу ствар коју је добио погађајући се. Бољи бицикл није добио док није победио на трци.
Жилбер је ухватио сина како флертује са девојком и пресекао му је бицикл на пола. Његов однос са оцем имао је улогу у читавом његовом животу, возио је добро само када је имао доминантну фигуру иза себе. Прво је то био његов отац, затим Брек Шот и на крају Лом Дризденс. Његова жена описала га је као поверљивог и рањивог, било је потребно водити рачуна о њему, у супротном ће бити "као птица која чека мачку".

## Аматерска каријера
Мартенс је прву трку возио са 1966. са 14 година, трка Вестхока је била отворена за возаче који нису имали лиценцу Белгијске бициклистичке уније. Имао је проблема са вожњом у групи, али је наредна трка била боља. Наредне године је наставио да вози без лиценце, а 1968. је добио лиценцу. Од оца је добио одобрење да напусти школу током своје друге сезоне као јуниора. Мартенс је у јуниорској конкуренцији забележио 64 победе. Освојио је национално аматерско првенство 1971, а 1972. учествовао је на Олимпијским играма.

## Професионална каријера

### 1973 — 1976.
Професионалну каријеру, Мартенс је почео крајем 1973. године. Годину раније, постигао је договор са тимом Фландрија, који га је подржавао у задњој сезони са аматерима. Прве сезоне у професионалном бициклизму, освојио је трку Четири дана Данкека, а затим је победио на још мањих трка у Белгији, пре светског првенства, где је Мартенс узјавио да неће радити за Едија Меркса, што је наљутило Мерксове навијаче, који су га, како је Мартенс изјавио, поливали шест пута хладном водом по ногама. На успону на Монжуику, Меркс је напао, нико није могао да га прати па је Мартенс јурио сам. Њих двојица нису могли да сарађују па су их ухватили Луис Окања и Феличе Ђимонди. Мертенс је ипак пристао да вози за Меркса и да му дозволи да победи, за шта би био добро плаћен. Међутим, Мартенс је ишао превише брзо и Меркс није могао да га прати, на његовом точку је остао Ђимонди, што је Мертенс схватио касно и Ђимонди је победио. Меркс је касније изјавио да је Мартенс саботирао његове шансе за победу. Однос између њих поправио се тек 2007. године, када су се срели у хотелу у Француској.
Године 1974, је освојио трку Западне Фландрије, а касније и трку кроз Луксембург и Вуелта Андалузију. На Лијеж—Бастоњ—Лијежу завршио је на деветом месту. На светском првенству, Мертенс се жалио да су му ставили лаксатив у пиће, што му је касније и потврђено. Светско првенство освојио је Еди Меркс.
Године 1975, Мартенс је освојио шест од осам етапа на Критеријуму Дофине, затим трке Четири дана Данкека и Вуелта Андалузија. На националном првенству на траци освојио је треће место. На Амстеловој златној трци освојио је друго место, након чега је освојио Тур Белгије.
Године 1976, је била веома успешна година за Мертенса. Освојио је две етапе у Холандији, трку Бретање, Четири дана Данкека, пет етапа на Париз—Ници, класике Амстелову златну трку и Гент—Вевелгем. На Тур де Франсу, освојио је осам етапа, чиме је изједначио рекорд Шарла Пелисјеа и Едија Меркса и освојио је класификацију по поенима. На светско првенство дошао је као фаворит и успио је да га освоји, победивши Мозера у спринту, претходно изоловавши Јопа Зутемелка.

### 1977.
Године 1977, је била једна од најуспешнијих година у Мартенсовој каријери. На Вуелта а Еспањи је доминирао, победио је на 13 од 19 етапа, био је лидер од почетка до краја, а убедљиво је освојио и класификацију по поенима. Након Вуелте, Мартенс је возио и Ђиро д’Италију, где је победио на прологу и био лидер до пете етапе. Освојио је седам етапа, а затим је пао на хронометру и морао је да напусти Ђиро. У наставку године, освојио је Париз—Ницу и Вуелта Каталонију. На Фландрији је дисквалификован због замене бицикла, али у музеју где пишу имена свих победника, за 1977. испод имена победника, [Роџер де Фламинк|Роџера де Фламинка]] пише морални победник Фреди Мартенс. У сезони 1977. остварио је 60 победа.

### 1978 — 1985.
Прву победу 1978. остварио је на седмој етапи Критеријума Дофине, а затим је победио на трци Шест дана Антверпена. На класицима није имао успеха, завршио је четврти на Париз—Рубеу и Амстел голд рејсу. Сезону је спасио освајањем класифијације по поенима на Тур де Франсу, где је победио на две етапе. Завршио је са солидних 20 победа, док је у наредне две године остварио само три победе. 1979. освојио је трке у Бендену и Вингему, а 1980. етапу на Ђиру Тоскане. Био је то период у коме је трке напуштао након одвезених 100 km.
Године 1981, је опет био онај стари и направио је један од највећих повратака у историји бициклизма. Освојио је Критеријум Депан, етапу на Вуелта Андалузија трци, а на Тур де Франсу је освојио пет етапа и класификацију по поенима. Успешну сезону употпунио је освајањем светског првенства. Мертенс је у спринту победио Ђузепеа Саронија и Бернара Иноа.
Наредне сезоне уследио је опет пад у форми. Једва је завршавао трке, постао је отац и возио је за мање тимове, где је примао мале плате. Често је заборављао да иде на трке па је био отпуштан брзо. У наредних шест година колико је возио, освојио је трку у Принтепу 1983. и Гистелу 1985.

## Крај каријере
Мартенс је завршио каријеру 1987. са 35 година, када је током једног тренинга одлучио да више не жели да тренира по ветру и киши у Фландрији. Након завршетка каријере, радио је за Швајцарску компанију Аssos, као продавач и промотер одеће у Луксембургу и Белгији. Компанију је напустио када су производи постали нестални. Престао је да се бави спортом па је ускоро имао 100 килограма. 2000. године је био кустос Белгијског националног бициклистичког музеја у Розелару. Тренутно ради у музеју Тура Фландрије. Његов брат Марио држи радњу "Мартенс бајк".

## Допинг
Мартенс је за часопис Екип изјавио да је "као и сви остали" користио амфитамин за мање трке, али да је оне велике возио без употребе дрога, ако ни због чега, онда јер је знао да ће бити тестиран. Био је љут када је Белгијска национална телевизија користила његову слику у позадини када су расправљали о употреби недоздољених средстава у спорту.
Први пут је био позитиван 1974. а 1977. је дисквалификован са Флеш Валона, а такође је проглашен кривим за допинг на Тур де Франсу, Туру Белгије и на Фландрији исте године. Био је позитиван и 1986.